# طيران هامبورغ
طيران هامبورغ (بالإنجليزية: Air Hamburg) هي شركة طيران ألمانية  مقرها في هامبورغ. وتوفر رحلات مجدولة ورحالة إلى جزربحر الشمال الألمانية بالإضافة إلى رحلات دولية معطائرات رجال الأعمال.

## الوجهات
توفر شركة طيران هامبورغ رحلات طيران مستأجرة للأعمال والترفيه خاصة على طول ساحل بحر الشمال الألماني وجميع أنحاء أوروبا من قاعدتهم في مطار يوتيرسن.

## الأسطول

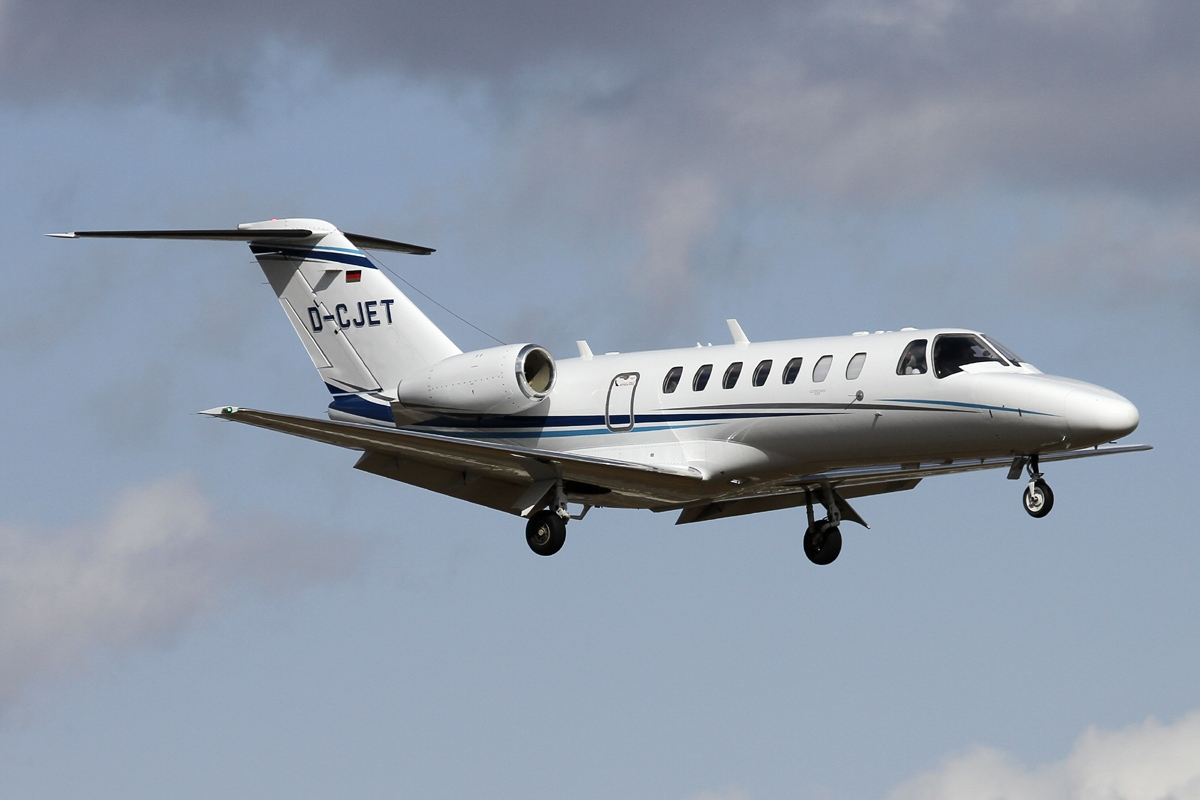
طيارة طيران هامبورغ منطراز سيسنا

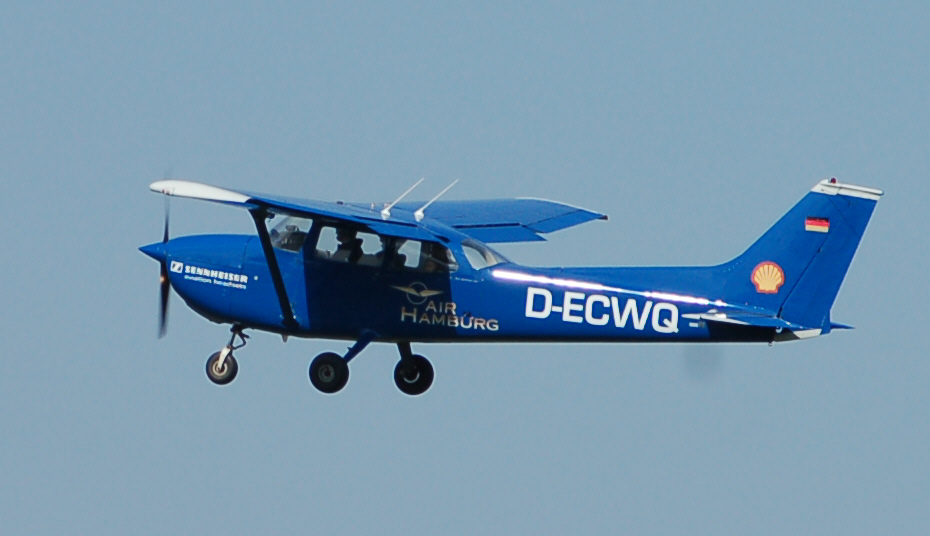
طيران هامبورغ سيسنا 172

اعتبارًا من فبراير 2018 ، يتكون أسطول طيران هامبورغ أسطول الأعمال من الطائرات التالية: 
أسطول شركة طيران هامبورغ (رحلات طيران الجزر) 
اعتبارًا من ديسمبر 2015 ، تتكون رحلة الجزر من طيران هامبورغ من الطائرات التالية: [بحاجة لمصدر]

## وصلات خارجية
- Official website